# آنائیس گرانوفسکی
آنائیس گرانوفسکی (انگلیسی: Anais Granofsky؛ زادهٔ ۱۴ مهٔ ۱۹۷۳) بازیگر، کارگردان فیلم، فیلم‌نامه‌نویس و تهیه‌کننده فیلم اهل کانادا است.
از فیلم‌های معروف او می‌توان به بازی در فیلم فریب‌خورده و دگراسی: نسل بعدی اشاره کرد.